# Andaina
«Andaina» (укр. Андайна) — феміністичний журнал, що видається в Сантьяго-де-Компостела, Галісія, Іспанія. Журнал заснований у 1983 році. Його підзаголовок — «Галісійський часопис феміністичної думки» (ґалло Revista galega de pensamento feminista). Журнал видається галісійською мовою і висвітлює феміністичні теми. Він також публікує інтерв'ю з провідними жіночими постатями.
У березні 2021 року тринадцять випусків «Andaina» за період 1999—2003 років були оцифровані Барселонським університетом.